# カイル・フィネガン
カイル・エドワード・フィネガン（Kyle Edward Finnegan, 1991年9月4日 - ）は、 アメリカ合衆国ミシガン州デトロイト出身のプロ野球選手（投手）。右投右打。MLBのデトロイト・タイガース所属。

## 経歴

### プロ入りとアスレチックス傘下時代
2013年のMLBドラフト6巡目（全体161位）でオークランド・アスレチックスから指名され、プロ入り。契約後、傘下のA-級バーモント・レイクモンスターズでプロデビュー。A級ベロイト・スナッパーズでもプレーし、2球団合計で13試合に先発登板して4勝4敗、防御率3.61、40奪三振を記録した。
2014年はA級ベロイトとAA級ミッドランド・ロックハウンズでプレーし、2球団合計で24試合に先発登板して7勝10敗、防御率4.03、61奪三振を記録した。
2015年はA+級ストックトン・ポーツでプレーし、28試合（先発24試合）に登板して9勝9敗、防御率5.44、96奪三振を記録した。
2016年はA+級ストックトンとAA級ミッドランドでプレーし、43試合に登板して2勝3敗7セーブ、2球団合計で防御率2.54、69奪三振を記録した。
2017年はAA級ミッドランドとAAA級ナッシュビル・サウンズでプレーし、2球団合計で46試合に登板して2勝4敗12セーブ、防御率3.88、57奪三振を記録した。
2018年はルーキー級アリゾナリーグ・アスレチックス、AA級ミッドランド、AAA級ナッシュビルでプレーし、3球団合計で36試合（先発2試合）に登板して1勝3敗14セーブ、防御率4.84、48奪三振を記録した。
2019年もAA級ミッドランドとAAA級ラスベガス・アビエイターズでプレーし、2球団合計で42試合に登板して3勝2敗14セーブ、防御率2.31、72奪三振を記録した。オフの11月4日にフリーエージェント（FA）となった。

### ナショナルズ時代
2019年12月8日にメジャー契約でワシントン・ナショナルズと契約を結んだ。
2020年はメジャーの開幕ロースター入りした。7月25日のニューヨーク・ヤンキース戦でメジャーデビュー。この年はMLBで25試合に登板して1勝0敗、防御率2.92、27奪三振を記録した。
2021年5月5日のブレーブス戦でMLB史上102人目の三者連続三球三振を記録した。
2024年は前半戦に25セーブを記録し、ライアン・ヘルズリーの代替として初めてオールスターに選出されたが、後半戦は調子を落とし、11月22日にナショナルズからノンテンダーとされ、FAになった。
2025年2月27日にナショナルズと1年総額600万ドルで再契約した。

## 詳細情報

### 年度別投手成績
| 年 度    | 球 団    | 登 板 | 先 発 | 完 投 | 完 封 | 無 四 球 | 勝 利 | 敗 戦 | セ 丨 ブ | ホ 丨 ル ド | 勝 率 | 打 者 | 投 球 回 | 被 安 打 | 被 本 塁 打 | 与 四 球 | 敬 遠 | 与 死 球 | 奪 三 振 | 暴 投 | ボ 丨 ク | 失 点 | 自 責 点 | 防 御 率 | W H I P |
| -------- | -------- | ----- | ----- | ----- | ----- | -------- | ----- | ----- | -------- | ----------- | ----- | ----- | -------- | -------- | ----------- | -------- | ----- | -------- | -------- | ----- | -------- | ----- | -------- | -------- | ------- |
| 2020     | WSH      | 25    | 0     | 0     | 0     | 0        | 1     | 0     | 0        | 4           | 1.000 | 107   | 24.2     | 21       | 2           | 13       | 4     | 1        | 27       | 2     | 0        | 10    | 8        | 2.92     | 1.39    |
| 2021     | WSH      | 68    | 0     | 0     | 0     | 0        | 5     | 9     | 11       | 13          | .357  | 294   | 66.0     | 64       | 9           | 34       | 4     | 2        | 68       | 8     | 0        | 39    | 26       | 3.55     | 1.48    |
| 2022     | WSH      | 66    | 0     | 0     | 0     | 0        | 6     | 4     | 11       | 14          | .600  | 268   | 66.2     | 54       | 9           | 22       | 2     | 0        | 70       | 0     | 1        | 28    | 26       | 3.51     | 1.14    |
| 2023     | WSH      | 67    | 0     | 0     | 0     | 0        | 7     | 5     | 28       | 8           | .583  | 288   | 69.1     | 66       | 11          | 24       | 1     | 1        | 63       | 0     | 0        | 33    | 29       | 3.76     | 1.30    |
| 2024     | WSH      | 65    | 0     | 0     | 0     | 0        | 3     | 8     | 38       | 0           | .273  | 271   | 63.2     | 61       | 9           | 24       | 3     | 0        | 60       | 2     | 0        | 31    | 26       | 3.68     | 1.34    |
| MLB：5年 | MLB：5年 | 291   | 0     | 0     | 0     | 0        | 22    | 26    | 88       | 39          | .458  | 1228  | 290.1    | 266      | 40          | 117      | 14    | 4        | 288      | 12    | 1        | 141   | 115      | 3.56     | 1.32    |

- 2024年度シーズン終了時

### 年度別守備成績
| 年 度 | 球 団 | 投手（P） | 投手（P） | 投手（P） | 投手（P） | 投手（P） | 投手（P） |
| 年 度 | 球 団 | 試 合     | 刺 殺     | 補 殺     | 失 策     | 併 殺     | 守 備 率  |
| ----- | ----- | --------- | --------- | --------- | --------- | --------- | --------- |
| 2020  | WSH   | 25        | 3         | 5         | 1         | 1         | .889      |
| 2021  | WSH   | 68        | 5         | 6         | 0         | 0         | 1.000     |
| 2022  | WSH   | 66        | 3         | 9         | 0         | 0         | 1.000     |
| 2023  | WSH   | 67        | 9         | 8         | 0         | 1         | 1.000     |
| 2024  | WSH   | 65        | 0         | 5         | 0         | 1         | 1.000     |
| MLB   | MLB   | 291       | 20        | 33        | 1         | 3         | .981      |

- 2024年度シーズン終了時

### 記録
- 三者連続三球三振：1回（2021年5月5日）
- MLBオールスターゲーム選出：1回（2024年）

### 背番号
- 67（2020年 - 2025年7月28日）
- 64（2025年8月2日 - ）